# جون مريديث
جون مريديث (بالإنجليزية: John Meredith)‏ (23 سبتمبر 1940 في المملكة المتحدة - ) هو لاعب كرة قدم بريطاني في مركز جناح ‏. لعب مع شيفيلد وينزداي ونادي بورنموث ونادي تشيسترفيلد ونادي دونكاستر روفرز ونادي غيلينغهام وهاستينغز يونايتد.

## وصلات خارجية
- جون مريديث على موقع قاعدة بيانات كرة القدم.إي يو (الإنجليزية)